# نداء الستارة

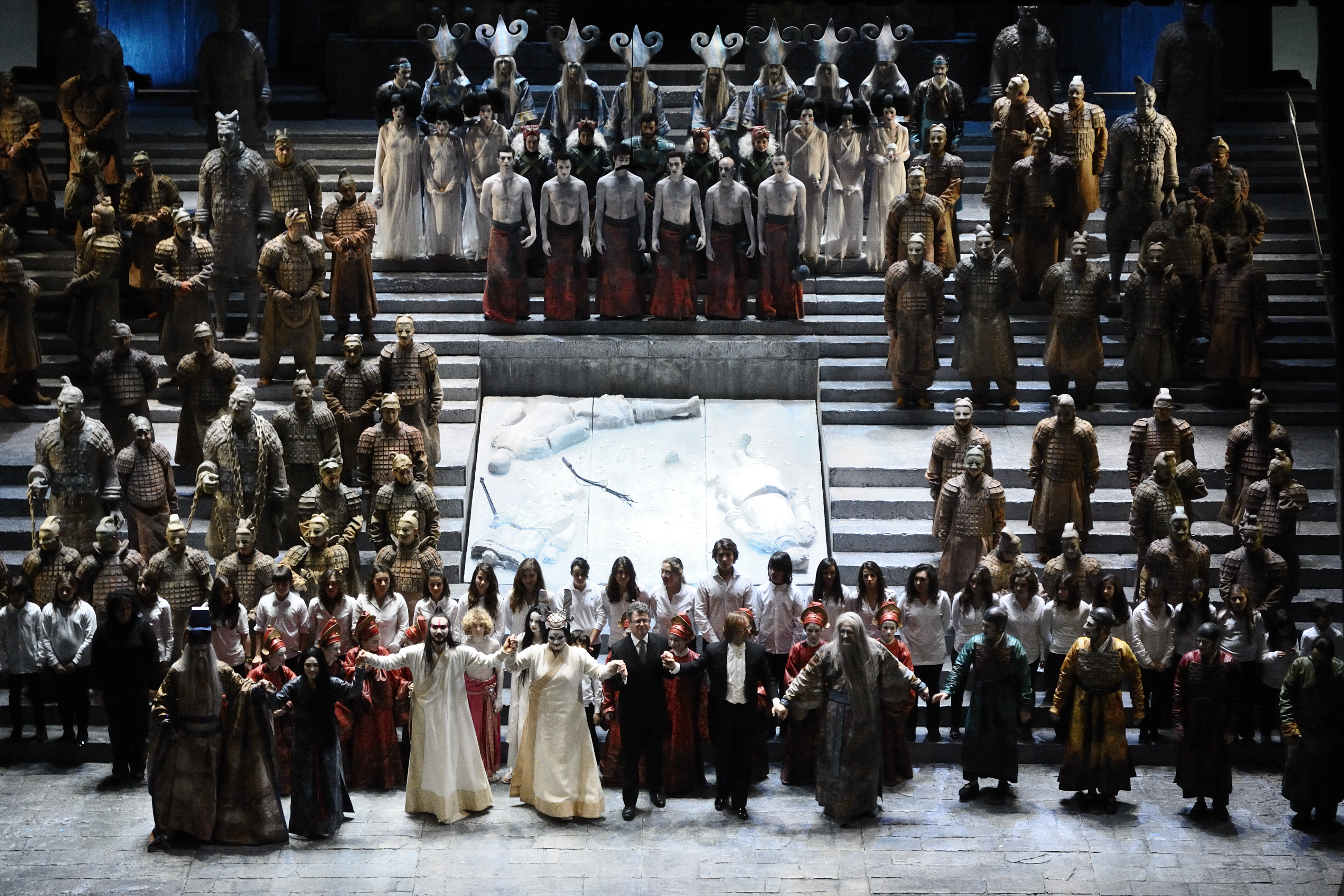

نداء أو دعاء الستارة أو الانحناء الأخير تكون في نهاية الأداء عندما يعود واحد أو أكثر من فناني الأداء إلى المسرح ليُستحسنَ عمله من الجمهور.   في المسرح الموسيقي يستحسن فنانو الأداء عادةً الأوركسترا وقائدها في نهاية نداء الستارة. يحمل لُجانو بَفَروتي الرقم القياسي لتلقي 165 نداء ستارة أكثر من أي فنان آخر لأدائه في 24 فبراير 1988 دور نِمُرينو في مسرحية L'elisir d'amore لـ غَيطانو دُنيزِتّي.